# S.S.D. Casarano Calcio
SSD Casarano Calcio là một câu lạc bộ bóng đá Ý đến từ Casarano, Apulia.

## Lịch sử
Câu lạc bộ được thành lập vào năm 1927, cũng chơi ở Serie C1 trong 20 mùa.
Câu lạc bộ đã được thành lập lại vào năm 2006 với tên ASD Virtus Casarano, nhưng vào mùa hè 2012, đội không tham gia Serie D, do phá sản.
Ngay sau ngày 24 tháng 7 năm 2012, câu lạc bộ một lần nữa được thành lập lại lại bởi Eugenio Filograna với tên SSD Casarano Calcio và được chuyển đến Promozione Apulia.

## Màu sắc và huy hiệu
Màu sắc của nó là màu đỏ-azure.

## Danh hiệu và thành tích
- Coppa Italia Serie C1:
  - Vô địch   - 1984
- Serie C2:
  - Vô địch   - 1987
- Coppa Italia Serie D:
  - Vô địch   - 2008-09
- Coppa Italia Dilettanti:
  - Vô địch   - 2008-09, 2018-19

### Đội trẻ
- Campionato nazionale Dante Berretti
  - Vô địch   - 1996-1997

Kỷ lục điểm tại giải vô địch chuyên nghiệp (Với 2 điểm được trao cho chiến thắng) trong Giải vô địch Serie C2 1987-88.
Casarano và Calcio Varese là những câu lạc bộ duy nhất giành được ít nhất một Coppa Italia Serie C và một Coppa Italia Dilettanti.

## liên kết ngoài
- Trang chủ chính thức Lưu trữ ngày 15 tháng 5 năm 2019 tại Wayback Machine